# Рекрут (фильм)
«Рекрут» (англ. The Recruit) — американский шпионский триллер Роджера Дональдсона.

## Сюжет
Джеймс Клейтон (Колин Фаррелл), отец которого пропал без вести в 1990 году, заканчивает Массачусетский технологический институт как специалист по программированию. Старший инструктор ЦРУ Уолтер Бёрк (Аль Пачино) предлагает ему поступить на службу в управление, делая намёки на то, что его отец в действительности был агентом ЦРУ. Клейтон соглашается, и, пройдя многочисленные проверки, попадает на Ферму, тренировочный лагерь ЦРУ. Там Бёрк и другие инструкторы обучают кандидатов многочисленным шпионским навыкам, техникам сбора информации и проведения секретных операций. Во время практического занятия по наблюдению Клейтона и его напарницу Лейлу Мур (Бриджит Мойнахан) похищают неизвестные, предположительно работающие на иностранную разведку.
Похитители Клейтона несколько дней пытают его, требуя назвать имена инструкторов с Фермы. Изначально он отказывается, но допрашивающие представляют ему свидетельства того, что напарница страдает из-за его сопротивления. Клейтон ломается и называет Бёрка. Задняя стена камеры открывается, показывая Бёрка, Лейлу и других курсантов, сидящих на лекции на Ферме. Похищение было ещё одним занятием, из которого курсанты, наблюдавшие за тем, как ломается Клейтон, должны были извлечь ценные уроки. Клейтона выгоняют с Фермы как провалившегося, но на следующее утро к нему приходит Бёрк. Он говорит, что Клейтон не провалился, а его отчисление было уловкой. В действительности ЦРУ хочет использовать Клейтона как агента без официального прикрытия, чтобы шпионить за Лейлой. Бёрк утверждает, что Лейла — агент иностранной разведки, пытающаяся выкрасть совершенно секретный вирус «Лёд-9» из баз данных ЦРУ. Как и многие провалившиеся кандидаты, Клейтон становится простым обработчиком данных в Лэнгли, где теперь работает Лейла. У Клейтона и Лейлы завязывается роман, хотя оба в действительности подозревают друг друга в шпионаже. Постепенно Клейтон узнаёт, что Лейла выносит вирус из Лэнгли по частям, записывая их на флешку. На очередной встрече Клейтон получает от Бёрка пистолет.
Он следит за Лейлой, когда она в очередной раз тайно передаёт что-то сообщнику, лицо которого закрыто капюшоном. Клейтон преследует его до железнодорожной станции. После короткой борьбы Клейтон убивает сообщника Лейлы и с ужасом узнаёт лицо Зака (Гэбриел Махт), другого курсанта с Фермы. Клейтон связывается с Бёрком, который предлагает ему передать операцию другим. Клейтон отказывается и самостоятельно перехватывает Лейлу. Пойманная с флешкой Лейла объясняет ему, что у неё есть официальное разрешение на похищение фальшивого вируса, она работает на ЦРУ и проверяет систему безопасности Лэнгли, а Зак был агентом без официального прикрытия. Клейтон не верит ей, потому что он программист и знает, что вирус настоящий. Он отпускает Лейлу, потому что любит её и не может понять, кто же действительно работает на ЦРУ, а кто нет. Пытаясь найти ответы, он встречается с Бёрком. Бёрк говорит, что всё произошедшее было фальшивкой, тестом, Зак никогда не умирал, а пистолет Клейтона заряжен холостыми. Чтобы развеять все сомнения, Бёрк предлагает Клейтону выстрелить в него. Когда Клейтон жмёт на курок, Бёрк выбивает пистолет у него из рук. Настоящая пуля разбивает окно, доказывая, что Бёрк лгал.
Клейтон прячется на территории заброшенного склада, а Бёрк пытается найти его, хвастаясь, как он ловко обманул всех вокруг, чтобы продать «Лёд-9» за три миллиона долларов. Он также заявляет, что отец Клейтона никогда не был агентом ЦРУ. Найдя Клейтона, он угрожает ему пистолетом, требуя отдать ему ноутбук с вирусом. Клейтон соглашается передать ноутбук, только чтобы показать, что он передаёт запись признания Бёрка в ЦРУ. Бёрк впадает в ярость и преследует Клейтона до выхода, где уже стоит отряд SWAT. Инструктор-предатель не знает, что трансляция была фальшивкой, а ЦРУ хочет арестовать Клейтона, ничего не зная о предательстве Бёрка. Думая, что попался, Бёрк обрушивает поток брани на ЦРУ, заявляя, что предал их за то, что они несправедливо с ним обошлись: отправили его на пенсию и сделали инструктором, хотя он считал себя вполне годным для дальнейшей полевой работы. Агенты ЦРУ понимают, что произошло на самом деле, и требуют от Бёрка бросить оружие. Поняв, что только что сам себя изобличил, Бёрк совершает самоубийство, отказавшись бросить оружие и вынудив агентов расстрелять его. Лейла утешает Клейтона перед тем, как его увозят в штаб-квартиру ЦРУ для разбора обстоятельств дела. На пути в Лэнгли старший инструктор ЦРУ делает намёк на то, что отец Клейтона всё же был агентом ЦРУ без официального прикрытия.

## В ролях
| Актёр            | Роль                  |
| ---------------- | --------------------- |
| Аль Пачино       | Уолтер Бёрк           |
| Колин Фаррелл    | Джеймс Дуглас Клейтон |
| Бриджит Мойнахан | Лайла Мур             |
| Гэбриэл Махт     | Зак                   |
| Мервин Мондесер  | Стэн                  |
| Крис Оуэнс       | Уоллис                |

## Производство

### Съёмки
Несмотря на то, что действие фильма происходит в Америке, там снимали только узнаваемые локации в Вашингтоне. Остальные сцены фильма для экономии бюджета снимали в Канаде, в городах Торонто и Ниагаре-он-те-Лейк.

## Факты
- Детские снимки Джеймса и его отца в начальных титрах — настоящие семейные фотографии Колина Фаррелла[источник не указан 3159 дней].

## Критика
Отзывы о фильме были смешанными. На сайте Rotten Tomatoes рейтинг фильма составляет 43 %, основываясь на 167 обзорах, со средним рейтингом 5,55 из 10. Общий отзыв гласит: «Этот отточенный триллер привлекает внимание, пока он не начинает становиться слишком предсказуемым».
Сайт Metacritic дал ему средний балл 56 из 100 на основе 36 обзоров.
Оуэн Глейберман из Entertainment Weekly дал фильму положительный отзыв и оценку B +. Он написал: «С самого начала «Рекрут» — это один из тех триллеров, которым нравится вытаскивать коврик из-под вас только для того, чтобы обнаружить под ним ещё один».